# Gustaw Niemiec
Gustaw Niemiec, ps. Gucio, Kuba (ur. 25 lipca 1909 w Żywcu, zm. czerwiec 1941 w KL Auschwitz) – inżynier budowy okrętów, działacz harcerski. 

## Życiorys
Syn Józefa i Kornelii z domu Ritzke. Ożeniony z Haliną Gryglaszewską.
Ukończył Państwowe Gimnazjum Matematyczno-Przyrodnicze w Grudziądzu w 1927 i szkołę podchorążych piechoty w Zambrowie, studiował na Technische Hochschule der Freien Stadt Danzig na wydziale budowy maszyn okrętowych, gdzie w 1934 roku uzyskał tytuł inżyniera.

### Działalność harcerska
W latach szkolnych należał do Związku Harcerstwa Polskiego w Grudziądzu.
Po przybyciu do Gdańska był drużynowym 4 Gdańskiej Drużyny Harcerskiej, a następnie jako podharcmistrz od kwietnia 1931 do jesieni 1934, komendantem Gdańskiego Hufca Harcerzy. W 1935 r. po kursie na Bielanach pod Warszawą uzyskał stopień harcmistrza. Jako komendant Gdańskiego Hufca Harcerzy przyczynił się do utworzenia 10 stycznia 1935 r. Samodzielnej Chorągwi Harcerzy w Gdańsku, której komendę objął Alf Liczmański. 
W czasopiśmie harcerskim Gdańskiego Oddziału ZHP „Zewie” (1936 nr 3) zamieścił artykuł „W perspektywie piętnastu lat pracy Harcerstwa w Gdańsku 1920–1935”.
W Warszawie był zatrudniony jako urzędnik w Ministerstwie Przemysłu i Handlu. W tym też czasie pracował w Wydziale Starszego Harcerstwa Głównej Kwatery, był członkiem redakcji pisma starszoharcerskiego „Brzask”, w lecie 1939 brał udział w wyprawie na zlot starszych skautów w Edynburgu.

### II wojna światowa
Po wybuchu II wojny światowej rozpoczął od października 1939 pracę w Stołecznym Komitecie Samopomocy Społecznej na stanowisku zastępcy kierownika Zespołów Pomocniczych. Zespoły te stanowiły oparcie dla organizującego się konspiracyjnego Związku Harcerstwa Polskiego – „Szare Szeregi”.
Dodatkowo był też Szefem Głównej Kwatery Szarych Szeregów i naczelnym redaktorem głównego pisma tej organizacji „Źródło”, wychodzącego w Warszawie od czerwca 1940 do czerwca 1942. Aresztowany w Warszawie 31 marca 1941 przebywał w więzieniu na Pawiaku, następnie wywieziony do obozu koncentracyjnego Auschwitz I (zarejestrowany w obozie 7/I/V t.r.), gdzie zginął w 1941, prawdopodobnie w czerwcu.